# Filip Chytil
Filip Chytil (* 5. September 1999 in Kroměříž) ist ein tschechischer Eishockeyspieler, der seit Januar 2025 bei den Vancouver Canucks in der National Hockey League unter Vertrag steht. Zuvor war der Center über sieben Jahre bei den New York Rangers aktiv, die ihn im NHL Entry Draft 2017 an 21. Position ausgewählt hatten.

## Karriere
Chytil durchlief die Nachwuchsabteilung des HC Zlín, über dessen U18-Mannschaft er zur 2016/17 den Sprung in den Kader der Profimannschaft in der Extraliga schaffte. Der 18-Jährige konnte sich dort auf Anhieb behaupten und wurde nach der Spielzeit schließlich im NHL Entry Draft 2017 als insgesamt 21. Spieler von den New York Rangers aus der National Hockey League ausgewählt. Im selben Jahr zog ihn das North Bay Battalion aus der Ontario Hockey League beim CHL Import Draft an Gesamtposition sieben. Das Battalion kam aber wegen der Rechte der Rangers nicht zum Zuge. Der Tscheche wurde nur wenige Wochen nach dem Draft von den Rangers unter Vertrag genommen, absolvierte die Saisonvorbereitung in Nordamerika und stand zum Saisonstart erstmals in der NHL auf dem Eis. Die Rangers schickten den Stürmer nach zwei Einsätzen aber in die American Hockey League zu ihrem Farmteam Hartford Wolf Pack. Dort verbrachte er die Spielzeit bis Ende März, ehe er erneut in den Rangers-Kader berufen wurde.
Die Saison 2018/19 verbrachte Chytil ausschließlich in New York und verzeichnete in seiner ersten kompletten NHL-Spielzeit 23 Scorerpunkte in 75 Partien. Während der Saison 2022/23 zeichnete sich bereits eine deutliche Steigerung seiner persönlichen Statistik ab, sodass er im März 2023 einen neuen Vierjahresvertrag in New York unterzeichnete. Dieser soll ihm mit Beginn der Spielzeit 2023/24 ein durchschnittliches Jahresgehalt von ca. 4,4 Millionen US-Dollar einbringen. Diese Spielzeit jedoch verpasste er zum Großteil aufgrund einer Verletzung.
Nach über sieben Jahren in der Organisation der Rangers wurde Chytil im Januar 2025 samt Victor Mancini und einem konditionalen Erstrunden-Wahlrecht im NHL Entry Draft 2025 an die Vancouver Canucks abgegeben. Das Wahlrecht ist dabei Top-13-geschützt, verschiebt sich also automatisch um ein Jahr nach hinten, sollte es sich unter den ersten 13 Positionen befinden. Im Gegenzug erhielten die Rangers J. T. Miller, Erik Brännström und Jackson Dorrington.

### International
Für sein Heimatland stand Chytil im Juniorenbereich bei zahlreichen internationalen Turnieren auf dem Eis. Seinen ersten Auftritt hatte der Stürmer bei der World U-17 Hockey Challenge 2015, bei der Tschechien den siebten Platz belegte. Beim Ivan Hlinka Memorial Tournament 2016 wenige Monate später war er mit drei Treffern maßgeblich am erstmaligen Gewinn des Turniers beteiligt. Des Weiteren spielte er bei der U18-Junioren-Weltmeisterschaft 2017, ohne jedoch in die Medaillenränge vorzustoßen. Bei der U20-Junioren-Weltmeisterschaft 2018 erreichte der Angreifer mit der Mannschaft den vierten Platz.
Für die tschechische A-Nationalmannschaft debütierte Chytil im Rahmen der Euro Hockey Tour 2017/18. Davon gefolgt war die Teilnahme an den Weltmeisterschaften 2018, 2019, 2021 und 2023.

## Erfolge und Auszeichnungen
- 2016 Goldmedaille beim Ivan Hlinka Memorial Tournament

## Karrierestatistik
Stand: Ende der Saison 2024/25

### International
Vertrat Tschechien bei:
| - World U-17 Hockey Challenge 2015 - Ivan Hlinka Memorial Tournament 2016 - U18-Junioren-Weltmeisterschaft 2017 - U20-Junioren-Weltmeisterschaft 2018 | - Weltmeisterschaft 2018 - Weltmeisterschaft 2019 - Weltmeisterschaft 2021 - Weltmeisterschaft 2023 |

(Legende zur Spielerstatistik: Sp oder GP = absolvierte Spiele; T oder G = erzielte Tore; V oder A = erzielte Assists; Pkt oder Pts = erzielte Scorerpunkte; SM oder PIM = erhaltene Strafminuten; +/− = Plus/Minus-Bilanz; PP = erzielte Überzahltore; SH = erzielte Unterzahltore; GW = erzielte Siegtore; 1 Play-downs/Relegation; Kursiv: Statistik nicht vollständig)